# Java (Georgia)
Java (en georgiano: ჯავა; en osetio: Дзау, Dzaw; en ruso: Джава, Dzhava) es una ciudad de aproximadamente 1.500 habitantes en Georgia (y también es reclamado por Osetia del Sur). Según la actual división administrativa oficial de Georgia, Java es una ciudad principal de Distrito de Java en el norte de la región Shida Kartli. Según Osetia del Sur, esta ciudad es el centro administrativo del distrito de Dzau. La ciudad está situada en la ladera sur del Gran Cáucaso, dentro del Río Gran Liakhvi, 1040 m (1137 yd) sobre el nivel del mar.   
Java es el segundo asentamiento urbano más grande de Osetia del Sur, después de Tsjinvali. Se encuentra fuera de los límites definidos por la Organización para la Seguridad y la Cooperación en Europa de la zona Conflicto georgiano-osetio, un área dentro de un radio de 15 km de Tsjinvali.
La ciudad jugó un papel importante en la guerra de Osetia del Sur de 2008, con la mayoría de las fuerzas militares de Osetia del Sur estando ahí en el momento de la ofensiva georgiana. Durante la Batalla de Tsjinvali, el gobierno de Osetia del Sur se trasladó a Java. 
Georgia había acusado al ejército ruso de construir una gran base militar en Java antes de la guerra. Estas preocupaciones fueron puestas en conocimiento de la Asamblea General de las Naciones Unidas el Presidente de Georgia, Mijeil Saakashvili, a la atención de la Asamblea General de las Naciones Unidas. Después de la guerra, Rusia anunció que estaba construyendo bases militares en Java y Tsjinvali, que estarían listas en 2010.